# Анисимова (Свердловская область)
Анисимова — деревня в Алапаевском районе Свердловской области России, входящая в Махнёвское муниципальное образование.

## Географические положения
Деревня Анисимова расположена в 65 километрах (в 81 километре по автодороге) к северу от города Алапаевска, на правом берегу реки Тагил.

## Население
| 2002 | 2010 |
| ---- | ---- |
| 72   | ↘51  |